# Bembèrèkè
Bembèrèkè este un oraș din departamentul Borgou, Benin.